# NHL Amateur Draft 1963–1968
Der NHL Amateur Draft wurde erstmals am 5. Juni 1963 im Queen Elizabeth Hotel im kanadischen Montreal in der Provinz Québec durchgeführt. Die damals sechs Teams der National Hockey League hatten die Auswahl unter allen Amateurspielern, die 17 Jahre und älter waren und noch keinen Vertrag bei einem anderen Profiteam außerhalb der NHL besaßen. Diese jährliche Talentziehung, bei der seit den 1980er Jahren je über 200 Spieler gezogen wurden, hatte damals noch nicht den Stellenwert, den sie heute hat. In den ersten sechs Jahren wurden nie mehr als 24 Spieler ausgewählt. Der Draft fand immer zwischen Ende April und Mitte Mai statt. Austragungsort war fünf Mal das Queen Elizabeth Hotel in Montreal, nur 1965 wurde die Veranstaltung in das ebenfalls in Montreal befindliche Mount Royal Hotel verlegt.
Die Ausbeute der Teams hielt sich in diesen Jahren in Grenzen. Brad Park ist der einzige Spieler, der mehr als 1000 Pflichtspiele in der NHL bestritt. Der zweite erwähnenswerte Spieler ist Ken Dryden, der jedoch schon 1964 von den Boston Bruins ausgewählt wurde. Seine NHL-Karriere begann aber erst sechs Jahre später bei den Montréal Canadiens.
Während in späteren Jahren mit dem ersten Draftpick Spieler verpflichtet wurden, die ihre Teams anführten und oft zum Gewinn des Stanley Cups führten, brachten es drei der sechs Toppicks aus den Jahren 1963 bis 1968 nicht einmal zu einem Einsatz in der NHL.
In den ersten vier Jahren wurden ausschließlich Spieler aus Kanada ausgewählt. Erst 1967 wählten die Detroit Red Wings mit Al Karlander einen US-amerikanischen Spieler.

## Draftergebnis
| Runde                  | Pick                   | Spieler                | Land                   | NHL-Team               | College-/ Junioren-Team                         |
| NHL Amateur Draft 1963 | NHL Amateur Draft 1963 | NHL Amateur Draft 1963 | NHL Amateur Draft 1963 | NHL Amateur Draft 1963 | NHL Amateur Draft 1963                          |
| ---------------------- | ---------------------- | ---------------------- | ---------------------- | ---------------------- | ----------------------------------------------- |
| 1.                     | 1.                     | Garry Monahan (C)      | Kanada 1957            | Montréal Canadiens     | St. Michael’s Juveniles                         |
| 1.                     | 2.                     | Pete Mahovlich (LW)    | Kanada 1957            | Detroit Red Wings      | St. Michael’s Juveniles                         |
| 1.                     | 6.                     | Walt McKechnie (C)     | Kanada 1957            | Toronto Maple Leafs    | London Jr. B                                    |
| 3.                     | 17.                    | Jim McKenny (D)        | Kanada 1957            | Toronto Maple Leafs    | Neil McNeil Jr. A                               |
| 4.                     | 21.                    | Gerry Meehan (LW)      | Kanada 1957            | Toronto Maple Leafs    | Neil McNeil Jr. A                               |
| NHL Amateur Draft 1964 |                        |                        |                        |                        |                                                 |
| 1.                     | 1.                     | Claude Gauthier (C)    | Kanada 1957            | Detroit Red Wings      | Rosemount Midgets                               |
| 2.                     | 9.                     | Tim Ecclestone (RW)    | Kanada 1957            | New York Rangers       | Etobicoke Jr. B                                 |
| 3.                     | 14.                    | Ken Dryden (G)         | Kanada 1957            | Boston Bruins          | Northern Alberta Institute of Technology (CCAA) |
| 3.                     | 17.                    | Mike Pelyk (D)         | Kanada 1957            | Toronto Maple Leafs    | Toronto Marlboro Midgets                        |
| 4.                     | 21.                    | Syl Apps junior (C)    | Kanada 1957            | New York Rangers       | Kingston Midgets                                |
| 4.                     | 23.                    | Jim Dorey (D)          | Kanada 1957            | Toronto Maple Leafs    | Stamford Jr. B                                  |
| NHL Amateur Draft 1965 |                        |                        |                        |                        |                                                 |
| 1.                     | 1.                     | André Veilleux (RW)    | Kanada                 | New York Rangers       | Montreal Jr. B                                  |
| 1.                     | 5.                     | Pierre Bouchard (D)    | Kanada                 | Montréal Canadiens     | St. Vincent de Paul Jr. B                       |
| 3.                     | 10.                    | Michel Parizeau (LW)   | Kanada                 | New York Rangers       | Métros de Montréal (LHJMM)                      |
| NHL Amateur Draft 1966 |                        |                        |                        |                        |                                                 |
| 1.                     | 1.                     | Barry Gibbs (D)        | Kanada                 | Boston Bruins          | Estevan Bruins (SJHL)                           |
| 1.                     | 2.                     | Brad Park (D)          | Kanada                 | New York Rangers       | Toronto Marlboros (OHA)                         |
| 1.                     | 3.                     | Terry Caffery (C)      | Kanada                 | Chicago Black Hawks    | Toronto Marlboros (OHA)                         |
| 1.                     | 4.                     | John Wright (C)        | Kanada                 | Toronto Maple Leafs    | York Steel (MetJBHL)                            |
| 1.                     | 5.                     | Phil Myre (G)          | Kanada                 | Montréal Canadiens     | Shawinigan Bruins (QJHL)                        |
| 1.                     | 6.                     | Steve Atkinson (RW)    | Kanada                 | Detroit Red Wings      | Niagara Falls Flyers (OHA)                      |
| 2.                     | 7.                     | Rick Smith (D)         | Kanada                 | Boston Bruins          | Hamilton Red Wings (OHA)                        |
| 2.                     | 8.                     | Joey Johnston (LW)     | Kanada                 | Boston Bruins          | Peterborough Petes (OHA)                        |
| 3.                     | 13.                    | Garnet Bailey (LW)     | Kanada                 | Boston Bruins          | Edmonton Oil Kings (AJHL)                       |
| 3.                     | 14.                    | Don Luce (C)           | Kanada                 | New York Rangers       | Kitchener Rangers (OHA)                         |
| 3.                     | 16.                    | Rick Ley (D)           | Kanada                 | Boston Bruins          | Niagara Falls Flyers (OHA)                      |
| 3.                     | 17.                    | Jude Drouin (C)        | Kanada                 | Montréal Canadiens     | Verdun Junior Maple Leafs (MMJHL)               |
| 4.                     | 19.                    | Tom Webster (RW)       | Kanada                 | Boston Bruins          | Niagara Falls Flyers (OHA)                      |
| 4.                     | 20.                    | Jack Egers (LW)        | Kanada                 | New York Rangers       | Kitchener Greenshirts (OHA-B)                   |
| NHL Amateur Draft 1967 |                        |                        |                        |                        |                                                 |
| 1.                     | 1.                     | Rick Pagnutti (D)      | Kanada                 | Los Angeles Kings      | Garson                                          |
| 1.                     | 5.                     | Serge Bernier (RW)     | Kanada                 | Philadelphia Flyers    | Sorel Éperviers (QJHL)                          |
| 2.                     | 16.                    | J. Bob Kelly (LW)      | Kanada                 | Toronto Maple Leafs    | Port Arthur Marrs                               |
| 2.                     | 17.                    | Al Karlander (C)       | Vereinigte Staaten     | Detroit Red Wings      | Michigan Technological University (NCAA)        |
| NHL Amateur Draft 1968 |                        |                        |                        |                        |                                                 |
| 1.                     | 1.                     | Michel Plasse (G)      | Kanada                 | Montréal Canadiens     | Drummondville Rangers (QJHL)                    |
| 1.                     | 6.                     | Gary Edwards (G)       | Kanada                 | St. Louis Blues        | Toronto Marlboros (OHA)                         |
| 1.                     | 8.                     | Lew Morrison (RW)      | Kanada                 | Philadelphia Flyers    | Flin Flon Bombers (WCHL)                        |
| 1.                     | 9.                     | John Marks (D)         | Kanada                 | Chicago Black Hawks    | University of North Dakota (NCAA)               |
| 1.                     | 10.                    | Brad Selwood (D)       | Kanada                 | Toronto Maple Leafs    | Niagara Falls Flyers (OHA)                      |
| 2.                     | 16.                    | Curt Bennett (C)       | Kanada                 | St. Louis Blues        | Brown University (NCAA)                         |